# Xã Jackson, Quận York, Pennsylvania
Xã Jackson (tiếng Anh: Jackson Township) là một xã thuộc quận York, tiểu bang Pennsylvania, Hoa Kỳ. Năm 2010, dân số của xã này là 7.494 người.